# Jerônimo da Veiga
Jerônimo da Veiga foi um sertanista.
Seu nome surge em São Paulo por volta de 1609. Foi dos maiores sertanistas e também pesquisador de ouro; fez parte de numerosas expedições, como a de Antônio Pedroso de Alvarenga em 1615 ao sertão do Paraupava, a de Henrique da Cunha Gago o Velho em 1623 ao Guairá, a de João Pereira contra os índios guarulhos em 1643.
 Seu Ancestral foi Abraham Senior Através da filha de Abraham chamada Constanza Coronel que se casou com Tomás da Veiga. 
Morto em São Paulo em 2 de dezembro de 1660. O filho tido com sua esposa Maria da Cunha foi também bandeirante, Baltazar da Costa Veiga.